# Julia Saner
Julia Saner (19 de febrero de 1992 en Berna, Suiza) es una modelo suiza y fue la ganadora del certamen de Elite Model Look Internacional 2009 en la ciudad de Sanya en China. Actualmente radica en Reino Unido.

## Reseña biográfica
Nació el 19 de febrero de 1992 en la ciudad de Berna, Suiza. Con solo 17 años ganó el concurso internacional de Elite representando a Suiza el 18 de octubre de 2009 en Sanya, China. Saner debutó en el 2010 cuando caminó para Gucci en el show de primavera en Milán. También ha caminado por Fendi, Moschino, D & G, Roberto Cavalli, MaxMara y Salvatore Ferrgarno, también trabaja en el modelado con varias agencias como Elite Model Management.

## Distinciones
| Predecesor: · Louise Maselis · Bélgica | Elite Model Look Internacional 2009 | Sucesor: · Karolina Tolkachová · Ucrania |